# Kylie Minogue
Kylie Ann Minogue, AO OBE, född 28 maj 1968 i Melbourne,  är en australisk artist, sångerska och skådespelare. Efter att ha startat sin karriär som barnskådespelare på australisk TV, erhöll hon erkännande för sin roll i såpoperan Grannar. Hennes sångkarriär startade 1987. Den första skivan "The Loco-Motion" tillbringade sju veckor på förstaplatsen på den australiska singellistan och blev decenniets mest sålda. Detta ledde till kontrakt med låtskrivarna och producenterna Stock Aitken Waterman.
Till en början presenterad som en "girl next door", försökte Minogue att förmedla en mer mogen stil i sin musik och image. Hennes singlar blev väl mottagna, men efter fyra album minskade hennes försäljning. 1992 lämnade hon Stock Aitken Waterman  för att etablera sig som en oberoende artist. Hennes nästa singel "Confide in Me" nådde förstaplatsen i Australien och var en hit i flera europeiska länder under 1994. Inspirerad av en rad olika musikstilar och artister, tog Minogue kreativ kontroll över låtskrivandet till sitt nästa album Impossible Princess (1997).
2000 började Minogue åter framträda, nu med singeln "Spinning Around" och albumet Light Years. Hon uppträdde under avslutningsceremonin av Olympiska sommarspelen 2000 i Sydney. Hennes musikvideor visade en mer sexuellt provocerande och flirtig personlighet och flera hitsinglar följde. "Can't Get You Out of My Head" nådde förstaplatsen i mer än 40 länder och albumet Fever (2001) blev en storsäljare i många länder. Även i USA slog hon nu - på en marknad där man tidigare visat ett svagt intresse. Mitt i en konsertturné 2005 tvingades hon bryta, efter att ha fått diagnosen bröstcancer. Efter behandling återupptog hon sin karriär 2006 med Showgirl: The Homecoming Tour. Under 2009 inledde hon sin första turné i USA och Kanada, den For You, For Me Tour.
Minogue har sålt mer än 70 miljoner album världen över och har fått anmärkningsvärda utmärkelser, däribland flera ARIA och BRIT Awards, och en Grammy Award. Hon tilldelades 2008 Order of the British Empire av Elizabeth II i Buckingham Palace för sina tjänster för musiken. Hon erhöll samma år Arts et Lettres-orden av den franska regeringen. I november 2011 på 25-årsdagen av ARIA Music Awards blev Minogue invald av Australian Recording Industry Association i ARIA Hall of Fame.

## Biografi och karriär

### 1968–86: Uppväxt och ungdom
Kylie Ann Minogue föddes i Melbourne i Australien som äldsta barnet till Ronald Charles Minogue, en revisor av irländsk härkomst, och Carol Ann Jones, tidigare dansare från Wales. Hennes syster Dannii Minogue är också sångerska och en av domarna i Australia's Got Talent. Deras bror Brendan arbetar som kameraman på nyheterna i Australien. Minogue-barnen har växt upp i Surrey Hills, Melbourne.
De två systrarna medverkade som barnskådespelare på australisk TV i såpaserier som Skyways och The Sullivans. 1985 fick Kylie en av huvudrollerna i The Henderson Kids. Intresserad av att göra karriär inom musiken, gjorde hon en demo för producenterna av det varje vecka sända musikprogrammet Young Talent Time. Här presenterades Dannii som erkänd sångerska. Kylie sjöng för första gången i programmet 1985, men blev inte erbjuden någon roll. Danniis sånginsatser överskuggade Kylies skådespelarprestationer och det var inte förrän Kylie 1986 fick en roll i TV-såpan Grannar som hon blev ett känt ansikte. Hennes rollfigur Charlene Mitchell var bilmekaniker och hade en romans med en rollfigur spelad av Jason Donovan.

### 1987–92: Början av musikkarriären
Kylie Minogues första singel "The Loco-Motion" toppade i sju veckor listan i Australien och blev 1980-talets mest sålda singel. Hon fick en ARIA Award för årets mest sålda singel. "I Should Be So Lucky" nådde förstaplatsen i Storbritannien, Australien, Tyskland, Finland, Schweiz, Israel och Hong Kong. Hon vann sin andra raka ARIA Award för årets mest sålda singel. Hennes första album Kylie är en samling av danspoplåtar som låg mer än ett år på den brittiska albumlistan, inklusive flera veckor på förstaplatsen. Albumet sålde guld i USA, och singeln "The Loco-Motion" nådde nummer tre på Billboard Hot 100 och förstaplatsen på Canadian Singles Chart. "It's No Secret" släpptes bara i USA och nådde nummer 37 i början av 1989. "Turn It Into Love" släpptes som singel i Japan, där den nådde förstaplatsen. I juli 1988 blev "Got to Be Certain" Minogues tredje raka singel att nå förstaplatsen på ARIA Charts.
Hennes andra album Enjoy Yourself (1989) blev en framgång i Storbritannien, Europa, Nya Zeeland, Asien och Australien, och innehöll flera framgångsrika singlar, inklusive "Hand on Your Heart" och "Tears on My Pillow". I Nordamerika sålde hon däremot inte tillräckligt mycket och hennes amerikanska skivbolag Geffen Records valde att inte fortsätta samarbetet. Hon inledde sin första konsert turné, Enjoy Yourself Tour, i Storbritannien, Europa, Asien och Australien.
Albumet Rhythm of Love (1990) presenterade en mer sofistikerad och vuxen typ av dansmusik. Minogue tog kontroll över sina musikvideor, först med "Better the Devil You Know", och presenterade sig själv som en sexuellt medveten vuxen. Hennes relation med Michael Hutchence sågs också som en del av Minogues sätt att lämna sin tidigare personlighet, och att låten "Suicide Blonde" från INXS hade inspirerats av henne. Singlar från Rhythm of Love sålde bra i Europa och Australien och var populära på brittiska nattklubbar.
Hennes fjärde album Let's Get To It (1991), nådde nummer 15 på UK Albums Chart och var det första utanför Top 10. Den första singeln från albumet "Word Is Out" blev hennes första singel att missa Top 10 på UK Singles Chart. De följande singlarna, "If You Were with Me Now" och "Give Me Just a Little More Time" nådde båda Top 5. Till stöd för albumet inledde hon sin turné Let's Get to It Tour i oktober. Hennes första samlingsskiva med titeln Greatest Hits släpptes i augusti 1992. Albumet nådde förstaplatsen i Storbritannien och nummer tre i Australien. Singlarna från albumet var "What Kind of Fool (Heard All That Before)" och coverversionen av Kool and the Gang-låten "Celebration". Båda singlarna nådde Top 20 på UK Singles Chart.

### 1994–98:Kylie MinogueochImpossible Princess
Minogues kontrakt med Deconstruction Records var mycket bjudet i musiken media som början på en ny fas i sin karriär. Hennes femte album Kylie Minogue släpptes i september 1994 och sålde bra i Europa och Australien. Den första singeln "Confide in Me" låg fyra veckor på förstaplatsen i Australien. Nästa två singlar från albumet "Put Yourself in My Place" och "Where Is the Feeling?" nådde båda Top 20 på UK Singles Chart, och albumet nådde nummer fyra på UK Albums Chart, med 250.000 sålda exemplar.
Hon gästade under denna tid den brittiska komediserien Ett herrans liv där hon spelade sig själv. Regissören var fascinerad av Minogues bild på omslaget till Who Magazine som en av "The 30 Most Beautiful People in the World", och erbjöd henne en roll med Jean-Claude Van Damme i filmen Street Fighter. Filmen blev en måttlig framgång och drog in 70 miljoner dollar i USA. Minogue återvände till Australien där hon medverkade i kortfilmen Hayride to Hell och filmen Diana & Me. 1995 fick hon en stor hit med en duett med Nick Cave, "Where the Wild Roses Grow", som låg på tredjeplatsen i Sverige. Singeln fick stor uppmärksamhet i Europa, där den nådde Top 10 i flera länder, och nummer två i Australien. Sången vann ARIA Award för både "Song of the Year" och "Best Pop Release".
I september 1997 släppte Minogue sitt sjätte album, Impossible Princess. Vidare gjorde hon duetten "German Bold Italic" med Towa Tei från Deee-Lite. Hon inspirerades av musiker som Shirley Manson och Garbage, Björk och U2. Albumet innehöll samarbeten med musiker som James Dean Bradfield och Sean Moore från Manic Street Preachers. Mestadels ett danspop-album, dess stil var inte företrädd av sin första singel "Some Kind of Bliss" och Minogue motverkas förslag som hon försökte bli en indieartist. Titeln igen Kylie Minogue i Storbritannien efter Prinsessan Dianas död, blev det sämst säljande albumet i hennes karriär. I Australien låg albumet däremot många veckor på albumlistan, nådde plats nummer fyra, och kom att bli hennes mest framgångsrika album sedan Kylie (1988), och hennes turné Intimate and Live Tour (1998) blev tvungen att förlängas på grund av det stora intresset.

### 1999–2004:Light Years,FeverochBody Language

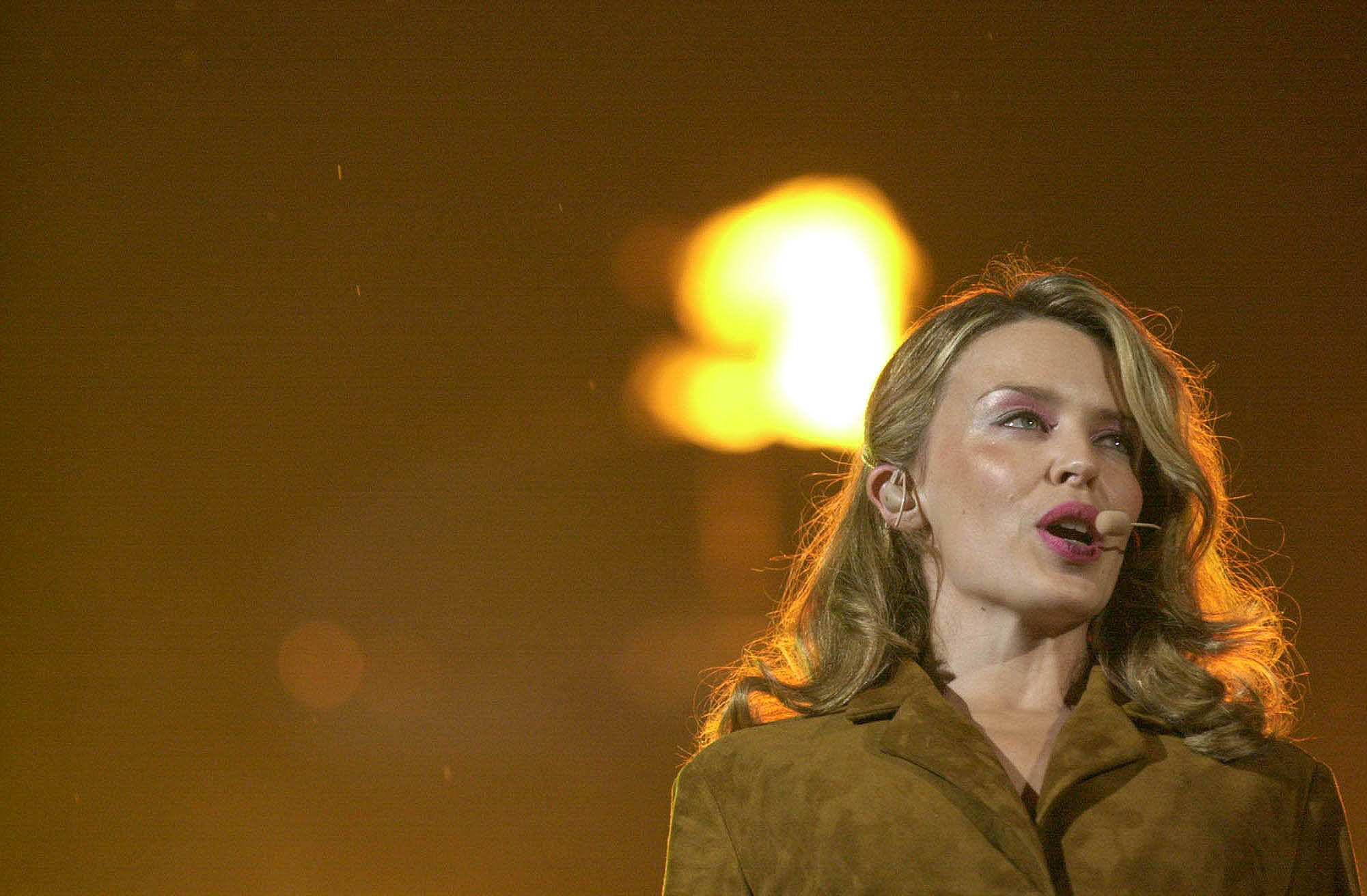
Kylie Minogue framträder vid Olympiska spelen i Sydney, 2000.

I april 1999 skrev hon på för Parlophone. År 2000 gjorde hon en spektakulär comeback med singeln "Spinning Around" och blev återigen etta på listorna i Storbritannien och Australien. I september 2000 släppte Minogue sitt sjunde studioalbum Light Years. Albumet var en samling av dance-låtar, influerade av disco. Det fick bra kritik och var framgångsrikt i hela Australien, Asien, Europa och Nya Zeeland. Den uppföljande singeln "On a Night Like This", en cover på en sång av den svenska artisten Pandora, blev etta även den i Australien, medan den nådde andraplatsen i Storbritannien. Hon framförde sången vid OS-avslutningen i Sydney år 2000. Där sjöng hon även Abba:s sång "Dancing Queen" från 1976. Den tredje singeln från albumet blev "Kids", en duett med brittiske sångaren Robbie Williams och som nådde andraplatsen i Storbritannien. Den fjärde singeln, "Please Stay", gjorde dock inte mycket väsen av sig.
I oktober 2001 släppte hon sitt åttonde studioalbum Fever. Albumet innehöll disco-element i kombination med electropop och synthpop från 1980-talet. Det nådde förstaplatsen i Australien, Storbritannien, och i hela Europa, så småningom uppnåddes en global försäljning på över åtta miljoner exemplar. Albumets första singel "Can't Get You Out of My Head" blev den största framgången i hela hennes karriär och nådde förstaplatsen i mer än fyrtio länder och sålde över 5 miljoner exemplar. I USA 2002 släppte Capitol Records singeln och albumet Fever. Albumet nådde nummer tre på Billboard 200, och "Can't Get You Out of My Head" nådde nummer sju på Billboard Hot 100. De efterföljande singlarna "In Your Eyes", "Love at First Sight" och "Come into My World" var framgångar i hela världen, och Minogue etablerade en närvaro på den nordamerikanska marknaden. I april 2002 påbörjade Minogue sin turné KylieFever2002 som blev hennes största produktion hittills. År 2003 fick hon en Grammy Award i kategorin "Best Dance Recording" för "Love at First Sight", och året därpå samma pris för "Come into My World".
I november 2003 släppte Minogue sitt nionde studioalbum Body Language efter en privat konsert med titeln Money Can't Buy på Hammersmith Apollo i London. Albumet blev inspirerat av artister från 1980-talet som Scritti Politti, The Human League, Adam and the Ants och Prince, blandade sina stilar med element av hiphop. Försäljningen av albumet var lägre än förväntat efter framgången med Fever, även om den första singeln, "Slow", nådde förstaplatsen i Storbritannien och Australien. Albumet innehöll två andra singlar, "Red Blooded Woman" och "Chocolate". I USA nådde "Slow" förstaplatsen på club-listorna och fick en Grammy Award-nominering i kategorin "Best Dance Recording". Även om Body Language sålde 43.000 exemplar första veckan minskade försäljningen kraftigt under den andra veckan.
I november 2004 släppte Minogue en andra samlingsskiva Ultimate Kylie. Två nya sånger fanns med på skivan, "I Believe in You", som Kylie skrivit ihop med två av medlemmarna i Scissor Sisters, samt "Giving You Up". "I Believe in You" blev senare nominerad till en Grammy Award i kategorin "Best Dance Recording".

### 2005–09: Showgirl ochX

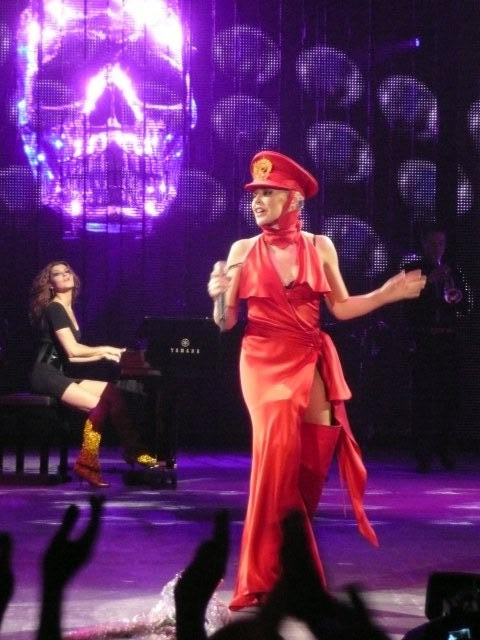
Kylie framträder med turnén KylieX2008 i Berlin 22 juli 2008.

I mars 2005 började Minogue turnén Showgirl: The Greatest Hits Tour. Efter att ha uppträtt i Europa flyttade hon till Melbourne, där hon fick diagnosen bröstcancer och var tvungen att avbryta turnén. I november 2006 återupptog Minogue den Showgirl: The Homecoming Tour med en föreställning i Sydney. Minogue anslöt sedan Bono, som var i Australien på U2:s Vertigo Tour, för duetten "Kids", men Minogue tvingades avbryta ett senare planerat framträdande på mässan.
I november 2007 släppte Minogue sitt tionde studioalbum X. Albumet med elektroniska stil inklusive bidrag från Guy Chambers, Cathy Dennis, Bloodshy & Avant och Calvin Harris. X och den första singeln "2 Hearts" nådde förstaplatsen på både australiska albumlistan och singellistan. I Storbritannien sålde albumet måttligt till en början, men så småningom förbättrades dess kommersiella resultat. Följande singlar från albumet "In My Arms" och "Wow" båda nådde Top 10 på UK Singles Chart. I USA blev albumet nominerat till en Grammy Award 2009 i kategorin "Best Electronic/Dance Album".
I maj 2008 reste Minogue i Europa på sin turné KylieX2008, som var hennes dyraste turné hittills med produktionskostnader på 10 miljoner pund. Turnén var allmänt hyllad och sålde bra. Hon kunde därefter kalla sig Chevalier av Ordre des Arts et des Lettres, en av Frankrikes högsta kulturella utmärkelser. I juli blev hon officiellt dubbad av Prinsen av Wales till Officer av Order of the British Empire. Hon vann också ett pris för "Best International Female Solo Artist" på BRIT Awards 2008. I september 2008 gjorde Minogue sin debut i Mellanöstern, som huvudperson vid öppnandet av ett exklusivt hotell i Dubai, och från november, fortsatte hon sin turné KylieX2008 med föreställningar i städer i Sydamerika, Asien och Australien. Turnén besökte 21 länder och ansågs vara en framgång, med en biljettförsäljning som uppskattades till 70 miljoner dollar.
I september 2009 påbörjade Minogue sin turné For You, for Me Tour, hennes första nordamerikanska turné som omfattade besök i USA och Kanada. Hon var också med i Bollywood-filmen Blue (2009). I september 2009 spelade Minogue "Super Trouper" och "When All Is Said and Done" med Benny Andersson i en Abba-hyllningskonsert i Hyde Park i London, hennes enda liveframträdande i Storbritannien 2009.

### 2010–12:AphroditeochThe Abbey Road Sessions
I juli 2010 släppte Minogue sitt elfte studioalbum, Aphrodite. Albumet innehöll Stuart Pris som exekutiv producent, som också bidrog till låtskrivande med Minogue, Calvin Harris, Jake Shears, Nerina Pallot, Pascal Gabriel, Lucas Secon, Tim Rice-Oxley och Kish Mauve. Albumet fick positiva kritik och det nådde förstaplatsen i Storbritannien, exakt 22 år efter hennes första hit där. Albumets första singel "All the Lovers" var en framgång och blev hennes trettiotredje Top 10-singel i Storbritannien. Följande singlar från albumet, "Get Outta My Way", "Better than Today" och "Put Your Hands Up (If You Feel Love)" nådde inte Top 10 på UK Singles Chart. Men alla singlar som släpptes från albumet nådde förstaplatsen på Billboard Hot Dance Club Songs. Hon hade då samarbetat med Taio Cruz på singeln "Higher". För att sammanfatta hennes inspelningar 2010 släppte hon EP:n A Kylie Christmas, som innehöll coverversioner av julsånger som "Let It Snow".
Minogue påbörjade 2011 sin turné Aphrodite: Les Folies Tour, som reser till Europa, Nordamerika, Asien, Australien och Afrika. Turnén blev hennes största turné hittills och fick positiva recensioner. 2012 började Minogue ett firande av sina 25 år i musikbranschen, ofta känd som "K25". Årsdagen startade med hennes turné Anti Tour, som presenterade B-sidor och demos från hennes musikkatalog. Hon släppte då singeln "Timebomb" i maj 2012 och samlingsalbumet The Best of Kylie Minogue i juni. Minogue släppte även samlingsalbumet The Abbey Road Sessions i oktober 2012. Det innehöll omarbetade sånger och orkesterversioner av hennes tidigare sånger. Det spelades in på Abbey Road Studios i London och producerades av Steve Anderson och Colin Elliot. Albumet fick positiv kritik och nådde andraplatsen i Storbritannien. Albumet innehöll två singlar, "Flower" och "On a Night Like This".

### 2013–19:The Voice,Kiss Me OnceochGolden

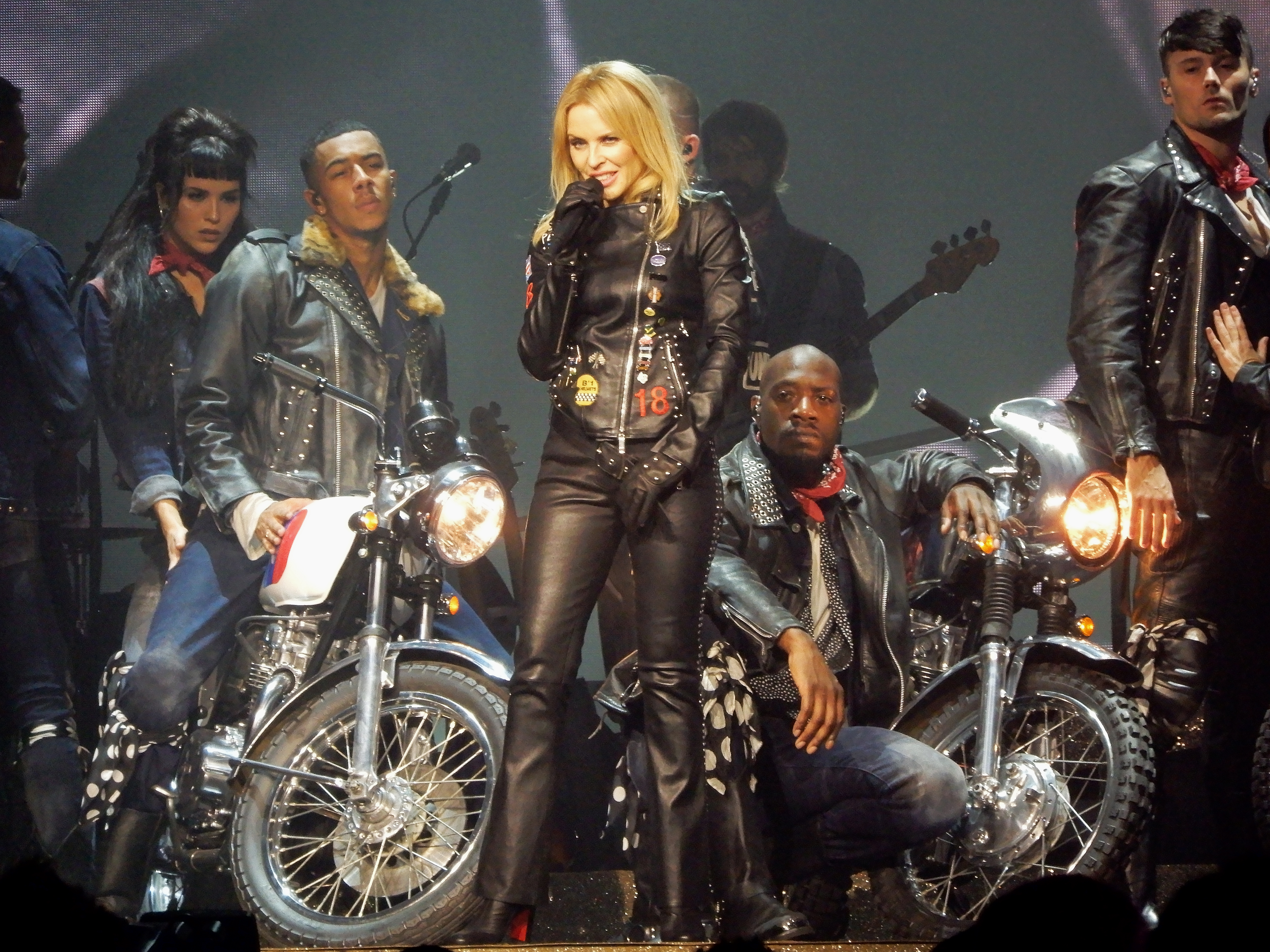
Kylie framträder med turnén Golden i Nottingham, september 2018.

I januari 2013 separerade Minogue från sin manager Terry Blamey, som hon hade arbetat med sedan hennes musikkarriär startade. I september samarbetade hon med italienska sångerskan och låtskrivaren Laura Pausini på sin singel "Limpido", som nådde förstaplatsen i Italien och fick en nominering 2013 för "World's Best Song" på World Music Awards. Samma månad blev hon anställd som tränare i den tredje serien av programmet The Voice UK på BBC One, vid sidan av skivproducent och Black Eyed Peas-medlem will.i.am, Kaiser Chiefs-sångaren Ricky Wilson och popsångaren Tom Jones. I november blev hon anställd som en ny tränare för den tredje säsongen av The Voice Australia.
I mars 2014 släppte Minogue sitt tolfte studioalbum Kiss Me Once. Albumet innehöll bidrag från Sia Furler, Mike Del Rio, Cutfather och Pharrell Williams. Albumet nådde förstaplatsen i Australien och andraplatsen i Storbritannien. Första singeln "Into the Blue" misslyckades med att nå Top 10 på UK Singles Chart och nådde bara nummer tolv. Albumet släpps av Warner Bros. Records, efter förvärvet inom Warner Music Group och köpet av Parlophone från EMI Music.
I slutet av 2015 släpptes Kylie Christmas, ett album där Minogue framför nyinspelningar av äldre julsånger samt nyskrivet material. Från albumet släpptes tre singlar, däribland duetten med Danii Minogue; 100 Degrees. I samband med albumsläppet gjordes en konsert i Royal Albert Hall i London som även filmades och visades på TV i ett flertal länder. Konsertserien återkom åter därefter med ytterligare två tillfällen i samma arena.  
I april 2018 släppte Minogue studioalbumet Golden som till större delen var inspelad i Nashville, USA. Hon hade själv varit med och skrivit samtliga låtar på albumet, vilket var första gången sedan Impossible Princess släpptes 1997. Albumet toppade listorna i Storbritannien och Australien och tog sig in på topp 10 i ytterligare tio länder, däribland till plats 4 i USA. Från albumet släpptes fem singlar; Dancing, Stop Me from Falling, Golden, Lifetime to Repair och Music's Too Sad Without You. Hösten 2018 turnerade Minogue Europa och under våren 2019 i Australien.

### 2020–:DiscoochTension
2020 släppte Minogue albumet Disco.
2023 fick hon en världshit med låten "Padam Padam", vilken följdes av albumet Tension.

## Privatliv
Trots att hon är mycket bevakad av främst brittisk media har hon lyckats värna om sitt privata liv. Kylie och INXS-sångaren Michael Hutchence var ett par i början av 1990. Han skrev bland annat låten "Suicide Blonde" om Kylie efter att ha sett henne i filmen Förbjuden kärlek, originalltitel The Delinquents. Förhållandet med den franska skådespelaren Olivier Martinez har varit hennes längsta, men avslutades runt årsskiftet 2007.
I maj 2005 meddelade Kylie att hon drabbats av bröstcancer och var tvungen att ställa in den pågående Showgirl: The Greatest Hits Tour. Hon har senare blivit friskförklarad. Hennes sjukhusvistelse och behandling i Melbourne resulterade i en kort men intensiv period av mediebevakning, särskilt i Australien, där premiärminister John Howard uttalade sitt stöd för Minogue. Hon opererades den 21 maj 2005 i en förort till Melbourne, och senare började kemoterapi.
I juli 2005 gjorde hon sitt första offentliga framträdande efter operationen. Hon återvände till Frankrike där hon avslutade kemoterapi i Villejuif, nära Paris. Hennes barnbok The Showgirl Princess, skriven under sin konvalescens, offentliggjordes i oktober 2006, och hennes parfym Darling, lanserades i november. Vid återkomsten till Australien för konsertturnén, diskuterade hon sin sjukdom och sin behandling. När hon är med i Ellen DeGeneres Show 2008, säger Minogue att hennes cancer ursprungligen hade fel diagnos. Senare talade hon ändå om sin respekt för läkaryrket.
Minogue är förlovad med mediekreatören Paul Solomons (född 1974) sedan 2018.

## Diskografi
- 1988 – Kylie
- 1989 – Enjoy Yourself
- 1990 – Rhythm of Love
- 1991 – Let's Get To It
- 1994 – Kylie Minogue
- 1998 – Impossible Princess
- 2000 – Light Years
- 2001 – Fever
- 2003 – Body Language
- 2007 – X
- 2010 – Aphrodite
- 2014 – Kiss Me Once
- 2015 – Kylie Christmas
- 2018 – Golden
- 2020 – Disco
- 2023 – Tension

## Konsertturnéer
- Disco in Dream (1989)
- Enjoy Yourself Tour (1990)
- Rhythm of Love Tour (1991)
- Let's Get to It Tour (1991)
- Intimate and Live Tour (1998)
- On a Night Like This Tour (2001)
- KylieFever2002 (2002)
- Showgirl: The Greatest Hits Tour (2005)
- Showgirl: Homecoming Tour (2006–07)
- Kyliex2008 (2008–09)
- Aphrodite: Les Folies Tour (2011)
- Anti Tour (2012)
- Kiss Me Once Tour (2014-15)
- Golden Tour (2018-19)